# 丸山浪弥

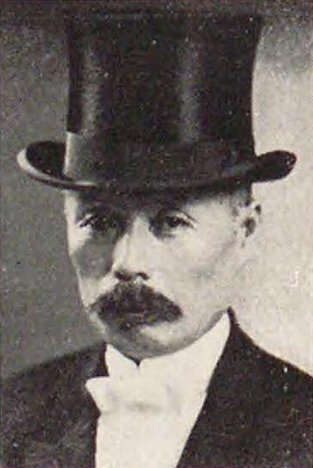
丸山浪弥

丸山 浪弥（まるやま なみや、1871年5月7日（明治4年3月18日） - 1944年（昭和19年）11月21日）は、日本の政治家、ジャーナリスト。衆議院議員（2期）。

## 経歴
信濃国安曇郡、後の長野県南安曇郡三田村（現安曇野市）で、農業・丸山実太の二男として生まれる。1890年、明治法律学校を卒業。1896年3月、北海道庁に入庁し拓殖部に勤務。同年9月、のちの岩内町に転居し『岩内新報』を創刊した。
その後、札幌市会議員、北海道会議員、同参事会員、同副議長、同議長、北海道国防義会会長、胆振鉄道会社役員などを務めた。
1924年5月の第15回衆議院議員総選挙で北海道第12区から出馬し当選。以後、第18回総選挙でも当選し、衆議院議員を通算2期務めた。選挙違反で失格、有罪となったことにより1936年6月1日付けで勲四等及び大礼記念章（大正/昭和）、帝都復興記念章、朝鮮昭和五年国勢調査記念章を褫奪された。1937年に政界を引退し、満蒙研究会を組織した。